# Eugeniusz Janczak
Eugeniusz Janczak (ur. 13 września 1955 we Wrocławiu) – polski strzelec sportowy, żołnierz, medalista mistrzostw świata i mistrzostw Europy, olimpijczyk z Moskwy 1980.
Specjalista w strzelaniu do ruchomej tarczy z sylwetką biegnącego dzika, reprezentant klubu Śląsk Wrocław (w latach 1970-1987). Wielokrotny mistrz Polski.
Srebrny medalista mistrzostw świata w 1983 roku w strzelaniu do ruchomej tarczy 20+20 strzałów, 50 metrów – przebiegi mieszane w drużynie (partnerami byli: Jerzy Greszkiewicz, Zygmunt Bogdziewicz).
Wielokrotny medalista mistrzostw Europy:
- złoty w 1983 roku w konkurencji strzelenia do ruchomej tarczy 20+20 strzałów, 10 m drużynowo (partnerami byli: Zygmunt Bogdziewicz, Jerzy Greszkiewicz),
- srebrny w 1981 roku w konkurencji strzelania do ruchomej tarczy 30+30 strzałów, 50 metrów drużynowo (partnerami w drużynie byli: Zygmunt Bogdziewicz, Jerzy Greszkiewicz, Mirosław Jamielniak),
- brązowy w 1983 roku w konkurencji strzelania do ruchomej tarczy 20+20 strzałów, 50 metrów – przebiegi mieszane drużynowo (partnerami w drużynie byli: Zygmunt Bogdziewicz, Jerzy Greszkiewicz).

Na igrzyskach olimpijskich w 1980 roku w Moskwie wystartował w strzelaniu z karabinka sportowego do ruchomej tarczy zajmując 17. miejsce.